# هرینگتون، کامبریا
هرینگتون (به انگلیسی: Harrington) یک شهرک در بریتانیا است که در کامبریا واقع شده‌است. هرینگتون ۳٬۱۶۷ نفر جمعیت دارد.